# Macaca arctoides
Il macaco orsino (Macaca arctoides, I. Geoffroy, 1831) è un primate della famiglia delle Cercopithecidae.

## Descrizione
Il nome della specie deriva dall'aspetto tozzo e la corta coda che ricordano le sembianze di un orso. La lunghezza del corpo è tra 52 e 65 cm nei maschi e tra 49 e 59 cm nelle femmine: il peso rispettivamente intorno ai 10 kg e tra 7,5 e 9 kg. La coda non supera i 7 cm di lunghezza.
Il colore del corpo è marrone scuro, mentre la parte glabra del muso è rossastra ma con l'età tende a scurirsi. La pelliccia è lunga e a ciuffi.

## Distribuzione e habitat
L'areale si estende dal sud-est asiatico alla Cina meridionale, l'India orientale, la Thailandia, il Vietnam e la penisola malese.
L'habitat è costituito da foreste, sia in pianura sia in montagna, fino all'altitudine di 2500 m.

## Biologia
L'attività è diurna ed è svolta prevalentemente al suolo, ma cercano il cibo anche sugli alberi. Vive in gruppi con più maschi e femmine adulti, che contano in genere tra 25 e 30 individui. Nei gruppi vige una rigida gerarchia, sia tra i maschi sia tra le femmine.
La dieta è costituita soprattutto di frutta, ma comprende anche altri alimenti vegetali, insetti, uova di uccelli e piccoli vertebrati. I gruppi che vivono presso la costa si nutrono anche di crostacei e molluschi marini.
La gestazione dura circa sei mesi e si conclude con la nascita di un solo piccolo. Il cucciolo, a differenza degli altri macachi, che sono bianchi, nasce colorato. La maturità sessuale è raggiunta a circa 4 anni. La longevità può superare 30 anni.